# Radwimps 4: Okazu no Gohan
Radwimps 4: Okazu no Gohan (яп. RADWIMPS 4 〜おかずのごはん〜 Раддоуимпусу ён окадзу но гохан) — четвёртый альбом японской рок-группы RADWIMPS, выпущенный лейблом Toshiba EMI 6 декабря 2006 года. Альбом стал коммерческим прорывом, дебютировавший на пятом месте в чарте Oricon и ставший первым альбомом для группы, получивший платиновую сертификацию RIAJ.
Видеоклип на песню «Yuushinron» получил награду в номинации «Best Art Direction» на Space Shower Music Awards в 2007 году.

## Об альбоме
После своего тура RADWIMPS Haruna Tour, прошедшем в сентябре 2005 года, группа в спешке записала пять песен, включая синглы «Futarigoto» и «Yuushinron». Эти две песни потребовали от группы крайне много усилий. «Futarigoto» изначально была предназначена для Radwimps 3, однако была отложена из-за того, что группа не смогла решить, как именно закончить песню. Песня «By My Side» из сингла «Setsuna Rensa» также была частью тех сессий. Работа над Radwimps 3 завершилась в декабре 2005 года, но у группы всё ещё оставалось много вещей, которые они хотели попробовать, из-за чего они сразу начали работу над следующим альбомом - Radwimps 4.
Для своего четвёртого альбома участники сосредоточелись на звучании, которое было у группы. Это по сравнению с первыми альбомами, когда у них было представление, но не совсем понимали, что именно это было. Однако у группы не было определённого концепта, с которым они начинали работать над Radwimps 4. Вокалист Ёдзиро Нода отметил, что несмотря на то, что в Radwimps 3 слова песен были главной сутью альбома, их важность была более сбалансирована с другими аспектами в Radwimps 4. Когда группа записала песню «Bagoodbye» они отметили, что в ней было что-то хорошее, а затем посчитали это главной стилистической чертой альбома. Radwimps 4 чувствовался как точка в экспериментировании, куда группа хотела попасть начиная с первых альбомов, в Radwimps 2 они почувствовали это желание, а в Radwimps 3 поняли, что стали ближе к своей цели.
«Enren» стала первой песней RADWIMPS, основанной на вымышленных событиях. Она была создана Нодой после того, как поклонники группы продолжали просить песню на тему отношений на расстоянии.
Многие названия песен в альбоме содержат игру слов. «05410-(n)» является гороавасэ (написание чисел и использование их фонетических произношений) для японского слова «okoshite» (яп. 起こして окоситэ, разбудить кого-то). -(ん) в названии указывает на то, что число 10 должно произноситься как английское слово «ten», но без «n». Название песни «Masumaru» записано хираганой «masu» с последующей японской точкой, в данном случае читается как «maru» (яп. 丸 мару, круг). Образованное название «masumaru» созвучно с японским произношением слова «marshmallow» (яп. マシュマロ, маршмэллоу).
«Setsuna Rensa» и «Sanbyoushi» имеют несколько чтений одних и тех же слов. В названии «Setsuna Rensa» используется слово «rensa» (яп. 連鎖 рэнса), которое означает цепь/связь, в то время как «setsuna» имеет двойное значение - «setsunai» (яп. 切ない сэцунай, мучительный) и «setsuna» (яп. 刹那 сэцуна, момент). «Sanbyoushi» (яп. 三拍子 самбё:си) является японским словом для
музыкального размера 3/4, однако в названии песни на месте «san» используется другой кандзи - 傘, который означает «зонт».
Альбом содержит 14 композиций, восемь из которых написаны полностью на японском языке, две в основном на японском с английскими фразами, одна полностью на английском языке и три в основном на английском с японскими строфами.

## Продвижение и релиз
Третий альбом Radwimps 3 вышел в феврале 2006 года и на протяжении оставшегося года RADWIMPS гастролировали и выпустили три сингла: «Futarigoto» в мае, «Yuushinron» в июле и «Setsuna Rensa» в ноябре.
После выхода альбома на песни «Iin Desu ka?» и «me me she» вышли видеоклипы, режиссёром которых стал Дайсукэ Симада.
Тур в поддержку альбома под названием Harumaki (яп. 春巻き) начался в марте и закончился в апреле 2007 года. Тур был выпущен на DVD под названием Namaharumaki (яп. 生春巻き) 11 июля 2007 года и в первую неделю занял первое место по продажам среди музыкальных DVD и второе среди всех.

## Список композиций
| №                   | Название                                                                          | Длительность |
| ------------------- | --------------------------------------------------------------------------------- | ------------ |
| 1.                  | «Futarigoto (Isshou ni Ichido no Warp ver.)» (ふたりごと 一生に一度のワープ ver.) | 4:46         |
| 2.                  | «Gimme Gimmick» (ギミギミック)                                                    | 2:37         |
| 3.                  | «05410-(n)» (05410-(ん))                                                          | 3:08         |
| 4.                  | «me me she»                                                                       | 4:40         |
| 5.                  | «Yuushinron» (有心論)                                                             | 4:09         |
| 6.                  | «Enren» (遠恋)                                                                    | 4:39         |
| 7.                  | «Setsuna Rensa» (セツナレンサ)                                                    | 3:21         |
| 8.                  | «Iin Desu ka?» (いいんですか?)                                                    | 4:06         |
| 9.                  | «Yubikiri Genman» (指きりげんまん)                                                | 4:03         |
| 10.                 | «Sanbyoushi» (傘拍子)                                                             | 4:00         |
| 11.                 | «Masumaru» (ます。)                                                               | 2:14         |
| 12.                 | «Yume Banchi» (夢番地)                                                            | 4:59         |
| 13.                 | «Bagoodbye» (バグッバイ)                                                          | 5:29         |
| 14.                 | «Yonaki» (夜泣き, скрытый трек)                                                   | 2:08         |
| Общая длительность: | Общая длительность:                                                               | 55:31        |

## Позиции в чартах
| Чарт                        | Высшая позиция |
| --------------------------- | -------------- |
| Еженедельные альбомы Oricon | 5              |
| Ежегодные альбомы Oricon    | 76             |

## Продажи и сертификации
| Чарт                      | Количество          |
| ------------------------- | ------------------- |
| Физические продажи Oricon | 345 000             |
| Сертификация RIAJ         | Platinum (250 000+) |